# Zofia Posmysz
Zofia Posmysz (Cracovia, 23 agosto 1923 – Oświęcim, 8 agosto 2022) è stata una scrittrice polacca.
Nel 1942 è stata arrestata dalla Gestapo con l'accusa di aver distribuito volantini anti-nazisti. È riuscita a sopravvivere nei campi di concentramento di Auschwitz e di Birkenau. È l'autrice di diverse opere tra cui il servizio radiofonico del 1959, The Passenger in Cabin 45. Esso è stato adattato nel suo romanzo Passenger (1962) e nel film La passeggera. Il compositore Mieczysław Weinberg ha usato la storia come base nel 1968 per l'opera The Passenger.